# Thefakesoundofprogress
Thefakesoundofprogress – debiutancki album walijskiego zespołu Lostprophets, grającego rock alternatywny. Początkowo wydany 27 listopada 2000, nagrany w ciągu tygodnia za około 5000 funtów i wtedy planowany do wydania jako demo przez Visible Noise Records. Kiedy zespół podpisał umowę z Columbia Records w 2001 album został częściowo ponownie nagrany, remiksowany i wydany (z zauważalnym połączeniem wielu przerw w piosenkach przy ich końcu i skróceniem) głównie z powodu zmartwienia fanów wcześniejszym wydaniem. Ta ponownie wydana wersja albumu znalazła się w sklepach 8 listopada i 4 grudnia 2001 roku kolejno w Wielkiej Brytanii i Stanach Zjednoczonych. Zawiera single „Shinobi vs. Dragon Ninja” i „The Fake Sound of Progress”.

## Lista utworów
1. „Shinobi vs. Dragon Ninja” – 2:47
2. „The Fake Sound of Progress” – 5:32
3. „Five Is a Four Letter Word” – 4:24
4. „...And She Told Me to Leave” – 5:55
5. „Kobrakai” – 5:33
6. „The Handsome Life of Swing” – 3:49
7. „A Thousand Apologies” – 4:06
8. „Still Laughing” – 5:43
9. „For Sure” – 4:20
10. „Awkward” – 4:24
11. „Ode to Summer” – 3:15
12. „The Lesson Pt. 1 (Japoński Bonus Track)” – 3:11
13. „Directions (Japoński Bonus Track)” – 4:57

### B-Side
1. „Lately (Demo)” – Wydany na darmowym CD dodanym do Kerrang! magazine
2. „Miles Away From Nowhere” – z singla Shinobi vs. Dragon Ninja
3. „Happy New Year, Have a Good 1985 (Demo)” – z singla The Fake Sound of Progress
4. „View to a Kill (Cover)” – z singla The Fake Sound of Progress
5. „Shoulder to the Wheel (Cover)” – z singla The Fake Sound of Progress
6. „Need You Tonight (Cover)” – z singla The Fake Sound of Progress

### Początkowa lista utworów
To lista utworów z oryginalnego LP z 2000 roku, zanim zostało remiksowane, nagrane i wydane ponownie w 2001 roku w UK i US.
1. „Obscure Intro”
2. „Shinobi vs. Dragon Ninja”
3. „The Fake Sound of Progress”
4. „Interlude”
5. „Five Is a Four Letter Word”
6. „...And She Told Me to Leave”
7. „Interlude”
8. „Kobrakai”
9. „The Handsome Life of Swing”
10. „Interlude”
11. „A Thousand Apologies”
12. „Still Laughing”
13. „Interlude”
14. „For Sure”
15. „Awkward”
16. „Ode to Summer”